# Іванова Юлія Миколаївна
Іванова Юлія Миколаївна (нар. 31 липня 1965, Харків) — український хормейстер, хоровий педагог. Кандидат мистецтвознавства, доцент (2002). Член Національної всеукраїнської музичної спілки (2005). Лауреат творчої премії імені Бориса Гмирі Харківського міськвиконкому (2009). «Відмінник народної освіти» (1992) та Нагрудний знак «Софія Русова» МОН України (2006).

## Біографія
Юлія Миколаївна Іванова народилася 31 липня 1965 року у Харкові. У 1984 році закінчила Харківське музичне училище ім. Б. Лятошинського (дир хор. кл. З. Н. Артюхової). У 1989 році закінчила навчання на диригентсько-хоровому факультеті Харківського державного інституту мистецтв ім. І. П. Котляревського (кл. проф. Н. А. Бєлік-Золотарьової).
У 1992—1993 працювала на посаді викладача кафедри методики музичного виховання, диригування і хорового співу Харківського державного педагогічного інституту ім. Г. Сковороди.
Упродовж 1993—2002 років обіймала посаду викладача кафедри хорознавства та хорового диригування Харківського державного інституту культури. Від 2016 року повернулась до викладання у ХДАК. Викладала дисципліни: «Диригування», «Методика викладання спеціальних дисциплін», «Історія хорового мистецтва».
У 2001 році захистила кандидатську дисертацію «Дитяча хорова культура Харківщини останньої третини ХХ ст.» (наук. керівник — професор І. І. Гулеско).
У 2002—2016 роках працювала у Харківському національному університеті мистецтв ім. І. П. Котляревського на кафедрі хорового диригування. Викладала дисципліни: «Фах», «Диригування», «Читання хорових партитур», «Історія та теорія хорового виконавства», «Практика за фахом», «Педагогічна практика».
Ю. Іванова — член журі обласних конкурсів дитячого хорового мистецтва, постійний лектор курсів підвищення кваліфікації керівників дитячих хорових колективів міста та області, проводить майстер-класи.
Від 1990 — художній керівник дитячого хору «Скворушка» Харківського обласного палацу дитячої та юнацької творчості, який 2000 році здобув звання «народний». Хор є лауреатом ІІІ та XV Міжнародного конкурсів «Артеківські зорі» (Ялта, Крим, 2000, 2013); І Всеукраїнського конкурсу хорових ансамблів (Мелітополь, Україна, 2000); міжнародних конкурсів «Рівенські дзвіночки» (Рівне, Україна, 2001), «Весняні дзвіночки» (Рівне, 2006); отримав Гран-прі Всеукраїнських конкурсів «Співає юність України» (Київ, 2007, 2011); міжнародного фестивалю фольклорного мистецтва (Прага, Чехія, 2010); міжнародного фестивалю ім. І. Кальмана (Шіофок, Угорщина, 2011), Гран-прі у ІІ Міжнародному фестивалі «International Travel Music Fest» (Харків, 2019) . Колектив веде активну концертну діяльність, гастролюючи в Україні і за кордоном (Польща, Німеччина). Репертуар хору ― це й класична та духовна музика, й обробки народних пісень, і сучасні хорові композиції.
Від 2010 року Ю. Іванова також керує жіночим хором «Розмай» Харківського гуманітарно-педагогічного коледжу. Хор брав участь у концертах-фестивалях з нагоди ювілею Г. Свиридова (2013), до 200-річчя Т. Шевченка (2014); в обласному фестивалі «Студентська весна» (2014).
Іванова Ю. М. — член Національної всеукраїнської музичної спілки.

## Відзнаки
- «Відмінник народної освіти» (1992);
- Диплом І ступеня головного управління освіти і науки Харківської області (2003);
- Подяка Харківського міського голови (2005);

- Почесні Грамоти Міністерства освіти і науки України (2005, 2009);
- Грамоти Харківської обласної державної адміністрації (2002, 2005);
- Нагрудний знак «Софія Русова» МОН України (2006);
- Лауреат творчої премії імені Бориса Гмирі Харківського міськвиконкому (2009);
- Почесна Грамота Харківської обласної державної адміністрації (2015).

## Основні праці
- Іванова Ю. Психофізичний аспект роботи в дитячому хорі / Ю. Іванова // Традиції та новації у вищій архітектурно-художній освіті: зб. наук. пр. / Харків. держ. академія дизайну і мистецтв. Вип. 1, 2, 3. Харків: ХДАДМ, 2008. С. 36-40.
- Іванова Ю. Професіоналiзацiя хорового мистецтва в Украïнi / Ю. Іванова // Проблеми сучасності: мистецтво, культура, педагогіка: зб. наук. пр. / Луганськ. держ. академія культури і мистецтв. Вип. 13. Луганськ: ЛДАКМ, 2010. С. 187—196.
- Іванова Ю. Теоретичні аспекти розвитку хорового виконавства / Ю. Іванова // Проблеми взаємодії мистецтва, педагогіки і практики і освіти: зб. наук. ст. / Харків. нац. ун-т мистецтв ім. І. П. Котляревського. Харків: «С. М. А.», 2011. С. 194—202.
- Іванова Ю. Шляхи вивчення хорознавства / Ю. Іванова // Проблеми взаємодії мистецтва, педагогіки та теорії і практики освіти: зб. наук. ст. / ХНУМ імені І. П. Котляревського. Вип. 43. Харків: Видавництво ТОВ «С. А. М.» 2015. С. 291—300.
- Іванова Ю. М. Професіоналізація хорового виконавства на західноукраїнських землях (витоки та сучасність) / Ю. М. Іванова // Культурологія та соціальні комунікації: інноваційні стратегії розвитку: матеріали міжнар. наук. конф. (23–24 листоп. 2017 р.) / М-во культури України, Харків. держ. акад. культури, Нац. акад. мистецтв України, Ін-т культурології. Харків, 2017. C. 316—318.

- Іванова Ю. М. Артистизм у контексті фахової підготовки студента-хормейстера / Ю. М. Іванова // Культура України. Серія: Мистецтвознавство: зб. наук. пр. / М-во культури України, Харків. держ. акад. культури. Харків, 2018. Вип. 61. C. 128—137.
- Іванова Ю. М. Особливості інтерпретації канонічних текстів в творчості Г. Давидовського на прикладі концерту «В молитвах неусыпающую Богородицу» / Іванова Ю. // Музикознавче слово в інформаційному контенті (пост)сучасності: міжнар. музикознав. семінар, 11–17 черв. 2018 р. : [матеріали] / Одес. нац. муз. акад. ім. А. В. Нежданової. [Одеса], 2018.
- Історія хорового мистецтва: робоча програма навч. дисципліни, освіт. програма «Хор. диригування», освіт. ступінь «Бакалавр», напрям підгот. 02 «Культура і мистецтво», спец. 025 «Муз. мистецтво», спеціалізація «Хор. диригування», ф-т муз. мистецтва / Харків. держ. акад. культури, Каф. хорознавства та хор. диригування ; [розроб. Іванова Ю. М.]. Харків: ХДАК, 2018. 15 с.
- Іванова Ю. М. «Синергія інтонування та емоцій у дитячому хоровому виконавстві» // Культура України: зб. наук. пр. / М-во культури та інформ. політики України, Харків. держ. акад. культури. Харків: ХДАК, 2021. Вип. 75. С 115—120.